# Ṉ
N z makronem dolnym (wielka litera: Ṉ; mała litera: ṉ) – litera diakrytyzowana alfabetu łacińskiego pochodząca od litery n powstała przez dodanie makronu dolnego.

## Zastosowanie
Litera jest używana między innymi w języku pitjantjatjara, saanicz oraz do transliteracji w systemie ISO 15919 litery ன w piśmie tamilskim.

## Kodowanie komputerowe
W unikodzie n z makronem dolnym jest kodowana:
| Znak | Unicode | Nazwa unikodowa                        | Nazwa polska                   |
| ---- | ------- | -------------------------------------- | ------------------------------ |
| Ṉ    | U+1E48  | LATIN CAPITAL LETTER N WITH LINE BELOW | Wielka litera n z linią u dołu |
| ṉ    | U+1E49  | LATIN SMALL LETTER N WITH LINE BELOW   | Mała litera n z linią u dołu   |